# طراقی کرد
طراقی کرد، روستایی از توابع بخش مرکزی شهرستان بجنورد در استان خراسان شمالی ایران است.روستا در میان کوه های آلاداغ و در دره رودخانه ای قرار گرفته است. این دره و رودخانه از روستای درصوفیان در بالادست شروع و پس از رسیدن به طراقی کرد ادامه مسیر داده و در محل آبیان به رودخانه دره چناران که از سمت روستای کی کی شروع می شود می پیوندد و به سمت شمال و روستای پاقلعه ادامه می یابد.
رودخانه پس از پاقلعه روستاهای بازخانه ، رشوانلو ،حمزانلو و برج راپشت سر می گذارد و وارد حومه شرقی شهر بجنورد شده و به سمت بابا امان و رودخانه اترک ادامه می یابد.
گویش محلی مردم این منطقه کورمانجی است . میوه گیلاس  طراقی کرد بسیار معروف است .

## جمعیت
این روستا در دهستان آلاداغ قرار دارد و براساس سرشماری مرکز آمار ایران در سال ۱۳۸۵، جمعیت آن ۶۳۴ نفر (۱۵۳خانوار) بوده‌است.